# Bagisara buxea
Bagisara buxea är en fjärilsart som beskrevs av Augustus Radcliffe Grote 1881. Bagisara buxea ingår i släktet Bagisara och familjen nattflyn. Inga underarter finns listade i Catalogue of Life.